# Jesper Rönndahl

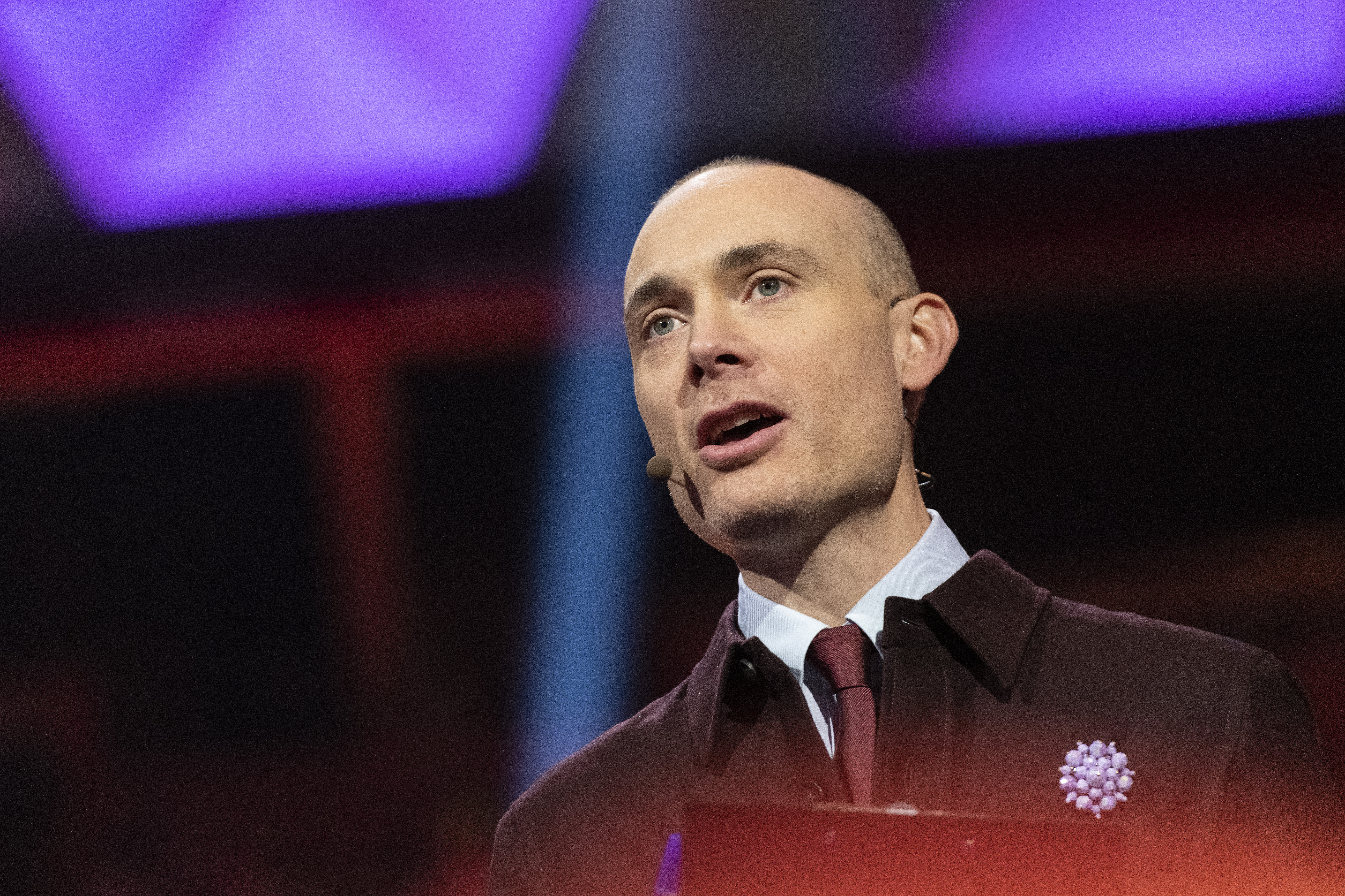
Rönndahl beim Melodifestivalen 2023

Per Jesper Rönndahl (* 27. Juni 1979 in Veberöd) ist ein schwedischer Komiker, Autor, Produzent sowie Hörfunk- und Fernsehmoderator.

## Biografie
Rönndahl stammt ursprünglich aus Veberöd, zog später nach Malmö und lebt heute in Stockholm. Nach dem Gymnasium arbeitete er einige Monate in Schottland, bevor er einen Bachelor-Abschluss in Medienkunde, Ideengeschichte und Geschichte an der Universität Lund erlangte. Während seiner Studienzeit in Lund engagierte er sich stark beim Studentenradio Radio AF.
1999 war Rönndahl an der Gründung der Comedy-Show Tinnitus bei Radio AF beteiligt, was schließlich zu seinem Mitwirken in der P3-Sendung Så Funkar Det führte. Rönndahl trat unter anderem in der Radiosendung Pang Prego im Radio P3 auf. Er hat zuvor an Sendungen wie Hej Domstol!, Morgonpasset, Söndag Hela Veckan und P3 Hiphop mitgewirkt. Gemeinsam mit Simon Svensson, der ebenfalls an Pang Prego arbeitete, bildete Rönndahl ein komödiantisches Duo. Zusammen mit ihm, Sissela Benn und Emma Hansson bildeten sie die Humorgruppe Einsteins kvinnor, die im Herbst 2007 in der Kurzserie Centralskolan beim öffentlich-rechtlichen schwedischen Fernsehen, kurz SVT zu sehen waren.
Beteiligt war Rönndahl, neben Anders Johansson, Magnus Erlandsson und Fredrik Fritzson, darüber hinaus an den Shows En Gratis Krogshow (2006), En Billig Krogshow (2007), En Prisvärd Krogshow (2008) und Titta Vi Krogshow (2009). Im Frühjahr 2009 war Rönndahl Redakteur der Comedy-Show Grillad des SVT, in der er zusammen mit seinem Pang Prego-Kollegen Josefin Johansson in zwei Sendungen zu sehen war. Ebenso war er Moderator der Jugendshow Bobster des SVT. Im Sommer 2009 drehte Rönndahl zusammen mit Josefin Johansson eine kleine Comedy-Serie für SVT Play. Im selben Jahr trat er auch in der Sendung Comedy Fight Club auf, die auf TV3 ausgestrahlt wurde.

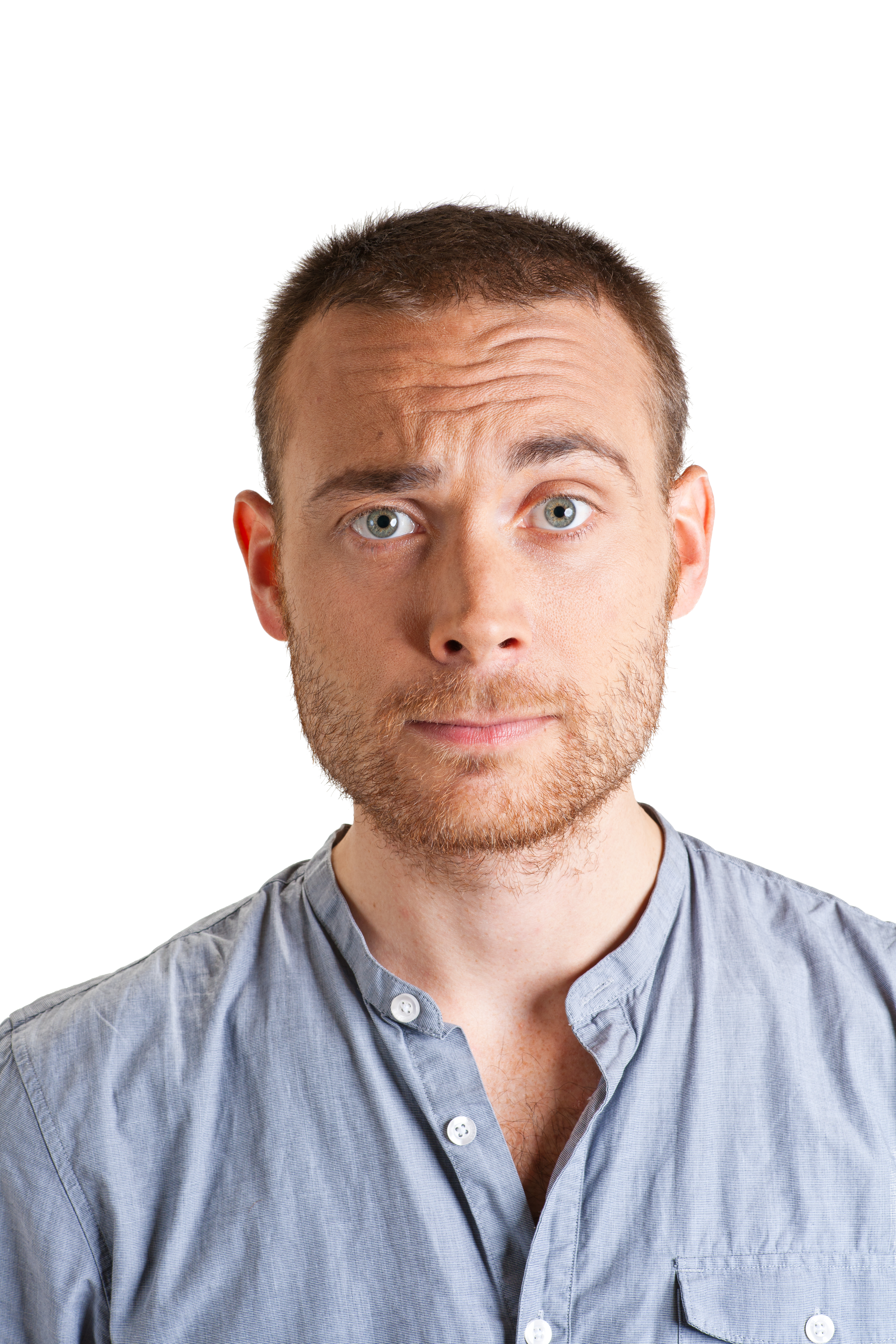
Rönndahl im Jahr 2011

Im Januar 2010 war Rönndahl an der Gründung der humoristischen Website Rikets sal beteiligt, zusammen mit unter anderem Valle Westesson, Kristoffer Svensson, Nanna Johansson, Magnus Talib und Kalle Lind. Im Herbst 2011 war er Moderator der Sendung Extra! Extra! und seit 2011 arbeitet er mit dem P3-Programm Institutet i P3 zusammen mit Karin Gyllenklev. Im Herbst 2013 tourte Rönndahl mit seiner Show Hej framtiden! durch das ganze Land. Die Show erhielt im Frühjahr 2014 eine Neuauflage und handelt von Rönndahls eigener Sichtweise und Analyse der Zukunft. Die Zukunft der Musik ist eines der behandelten Themen. Wissenschaft, Geschichte und Popkultur werden dem Publikum mit Rönndahls Schlagfertigkeit vermittelt. An der, in der Saison 2013/2014 ausgestrahlten, SVT-Sendung På spåret nahm Rönndahl, gemeinsam mit Elisabeth Höglund, zum ersten Mal teil. Sie belegten den zweiten Platz.
Rönndahl war 2014 Gastgeber der Sendung Sommar i P1 und 2017 der Sendung Vinter i P1 von Sveriges Radio. In der Saison 2014/2015 kehrten Rönndahl und Höglund zu På spåret zurück. Dieses Mal konnten sie sich im Finale durchsetzen. Auch 2015/2016 nahmen beide wieder teil und gewannen erneut. Im Jahr 2016 veröffentlichte Rönndahl das Buch Framtiden: en illustrerad guide, in dem er verschiedene Zukunftsaussichten beschrieben und gezeichnet hat. Im Frühjahr 2018 wurde Rönndahl beim jährlichen Roast von Under produktion im Nöjesteatern in Malmö geröstet. Der Roastmaster war Kristoffer Svensson. Im Panel saßen Kollegen wie Simon Svensson, Sandra Ilar und Petrina Solange.
Im Jahr 2018 wurde Rönndahl Moderator der SVT-Sendung Svenska nyheter, eine Sendung, die sich, wie die Heute-show, mit dem Wochen- bzw. Tagesgeschehen parodistisch auseinandersetzt. Im Herbst 2018 erregte ein mit ihm ausgestrahlte Satirespot Aufsehen in den chinesischen Medien. In diesem wurden u. a. Chinesen angewiesen, nicht an öffentlichen Orten zu urinieren oder zu defäkieren. Hintergrund war ein Vorfall in Stockholm, bei dem chinesische Touristen aus einer Herberge verwiesen wurden. Der Beitrag wurde auf Chinesisch ausgestrahlt und auf einer chinesischen Website veröffentlicht. Die chinesische Botschaft beschuldigte den Spot als rassistisch. Das chinesische Außenministerium forderte das SVT auf, „Maßnahmen“ in Bezug auf den Beitrag zu ergreifen. Nach drei Staffeln entschied sich Rönndahl im Jahr 2019, als Moderator von Svenska nyheter aufzuhören. Als Grund für den Ausstieg gab Rönndahl an, dass er nicht genügend Interesse an Politik habe, um die Sendung zu moderieren. 2023 moderierte er an der Seite von Farah Abadi, den schwedischen Vorentscheid zum Eurovision Song Contest, das Melodifestivalen.
Seit 2017 ist Rönndahl mit Marie Agerhäll verheiratet, mit der er die Comedy-Serie Dips entwickelt hat, die 2018 bei SVT Premiere hatte. Das Paar hat auch gemeinsam das Drehbuch geschrieben und spielt zwei der Hauptrollen in der Serie.

## Auszeichnungen
Rönndahl erhielt für seine Arbeit mehrere Preise und Anerkennungen. So wurde ihm, gemeinsam mit seiner Kollegin Karin Gyllenklev 2013 bei den Radiogalan der Preis als Bildungsperson des Jahres verlieren. Ausgezeichnet wurde dabei seine Arbeit an der P3-Sendung Institutet. 2015 folgte für beide und die gleiche Sendung der Preis als Bildungsperson des Jahres vom Föreningen Vetenskap och Folkbildning. Im Jahr 2018 wurde Rönndahl der Tage-Danielsson-Preis verliehen.